# Karolina Pawłowa
Karolina Pawłowa z domu Jaenisch (ros. Кароли́на Ка́рловна Па́влова; ur. 22 lipca 1807 w Jarosławiu, zm. 14 grudnia 1893 w Dreźnie) – rosyjska poetka, tłumaczka i malarka.

## Życiorys
Była córką niemieckiego profesora chemii i fizyki. Odznaczała się zdolnościami artystycznymi i literackimi. Uczyła się języka polskiego u Adama Mickiewicza, który poznał ją w Moskwie w 1827 i miał być zachwycony jej talentem. Para wkrótce się zaręczyła, jednak z czasem uczucia Mickiewicza się ochłodziły. Znajomość przerwał wyjazd poety z Rosji w 1829, a zaręczyny jego list z tego samego roku, oferujący „dozgonną przyjaźń” zamiast małżeństwa. Jaenisch zachowała o poecie, którego nadal kochała, wspomnienia do końca swego życia, tłumaczyła jego utwory na niemiecki i francuski, ostatnią jej drukowaną pracą literacką był przekład Trzech Budrysów. Przetłumaczyła m.in. Konrada Wallenroda. W 1838 wyszła za mąż za powieściopisarza Mikołaja Pawłowa, który poślubił ją dla pieniędzy. Para prowadziła salon literacki w Moskwie. Pawłow przegrał pieniądze żony, ponieważ był hazardzistą oraz porzucił ją dla jej młodszej kuzynki. Małżeństwo poetki ostatecznie rozpadło się w 1853. Pawłowa przeniosła się do Sankt Petersburga, a następnie do Dorpatu, gdzie poznała „najgłębszą miłość swojego życia”, Borysa Utina. W 1858 przeprowadziła się do Drezna, gdzie poznała Aleksieja Tołstoja. Pawłowa tłumaczyła jego dzieła na niemiecki, a on w zamian zapewnił jej pensję od rosyjskiego rządu. Pawłowa zmarła samotna i zapomniana w Dreźnie w 1893.

## Twórczość
Jej oryginalne utwory pisane były w duchu salonowej poezji romantycznej: poemat Rozmowa w Trianon („Разговор в Трианоне”, 1848, opublikowany w 1861) oraz Rozmowa na Kremlu („Разговор в Кремле”, 1854). Pierwszy zbiór poezji wydała w 1841, wydanie zbiorowe 1863. Pawłowa tworzyła w czasach, kiedy literatura rosyjska była zdominowana przez mężczyzn. Poezja Pawłowej była otwarcie krytykowana przez innych artystów, a ogrom krytyki w Rosji zmusił ją do wyprowadzki z kraju. Po 1900 jej dzieła zostały odkryte na nowo i docenione przez symbolistów, takich jak Walerij Briusow i Andriej Bieły.
Napisała też powieść „Двойная жизнь” (Podwójne życie – 1848). Jest to dziesięć rozdziałów, napisanej prozą i wierszem, ilustrujących życie arystokratki, która wiedzie spokojne życie i jest szanowana, jednocześnie skrycie marząc o karierze poetki.